# 실바나 이맘
실바나 이맘(Silvana Imam, 1986년 9월 19일 ~ )은 스웨덴의 래퍼이다.